# Astroceramus lionotus
Astroceramus lionotus är en sjöstjärneart som beskrevs av Fisher 1913. Astroceramus lionotus ingår i släktet Astroceramus och familjen ledsjöstjärnor.
Artens utbredningsområde är Filippinerna. Inga underarter finns listade i Catalogue of Life.